# 国立保養所
国立保養所（こくりつこうほようじょ）は、厚生労働省組織令（平成12年6月7日政令第252号）第135条の規定により設置された国立の障害者施設である。所管は、厚生労働省障害福祉課。厚生労働省組織令の一部改正（平成22年4月1日政令第88号）に伴い国立児童自立支援施設に名称が改められる。

## 業務
- 国立保養所は、戦傷病者又は身体障害者福祉法（昭和二十四年法律第二百八十三号）に規定する身体障害者であって重度の身体障害を有するものを入所させ、医学的管理の下に、その保養を行うことをつかさどる（厚生労働省組織令第147条第1項）。

## 組織
国立保養所の組織については、厚生労働省組織規則（平成13年1月6日厚生労働省令第1号）に規定されている。

### 所長
- 第650条 国立保養所に、所長を置く。
  - 2 所長は、国立保養所の事務を掌理する。

### 国立保養所に置く課
- 第651条 国立保養所に、次の3課を置く。
  - 庶務課
  - 医療課
  - 指導課

### 庶務課の所掌事務
- 第652条 庶務課は、次に掲げる事務をつかさどる。
  - 一 職員の人事、公印の保管、公文書類、会計、物品及び営繕に関すること。
  - 二 入所者の給食に関すること。
  - 三 前二号に掲げるもののほか、国立保養所の所掌事務で他の所掌に属しないものに関すること。

### 医療課の所掌事務
- 第653条 医療課は、国立保養所の所掌事務のうち、次に掲げるものをつかさどる。
  - 医務課は、国立保養所の所掌事務のうち、診療、看護、衛生用品の検査、保管及び出納、調剤及び製剤、入所者の栄養指導その他保健衛生に関することをつかさどる。

### 指導課の所掌事務
- 第654条 指導課は、国立保養所の所掌事務のうち、次に掲げるものをつかさどる。
  - 指導課は、国立保養所の所掌事務のうち、入所者の入退所及び生活指導に関することをつかさどる。

## 国立保養所の名称及び位置
- 第649条 国立保養所の名称及び位置は、次のとおりとする。
  - 国立伊東重度障害者センター 静岡県伊東市
  - 国立別府重度障害者センター 大分県別府市